# Storm Center
Storm Center (bra: No Despertar da Tormenta) é um filme noir estadunidense de 1956, do gênero drama, dirigido por Daniel Taradash em sua estreia na direção de um longa-metragem, e estrelado por Bette Davis. O roteiro que Taradash coescreveu ao lado de Elick Moll concentra-se no que eram dois assuntos muito controversos na época – o comunismo e a proibição de livros – e assumiu uma posição firme contra a censura. Foi o primeiro filme anti-macarthismo a ser produzido em Hollywood.

## Sinopse
Alicia Hull (Bette Davis) é uma bibliotecária viúva de uma pequena cidade da Nova Inglaterra responsável por apresentar às crianças os prazeres da leitura. Em troca de seu desejo por uma ala infantil na biblioteca, o conselho municipal pediu-lhe para retirar de sua estante um livro comunista. Ao se recusar, Alicia encara as consequências de sua decisão.

## Elenco
- Bette Davis como Alicia Hull
- Brian Keith como Paul Duncan
- Kim Hunter como Martha Lockridge
- Paul Kelly como Juiz Robert Ellerbe
- Joe Mantell como George Slater
- Kevin Coughlin como Freddie Slater
- Sallie Brophy como Laura Slate
- Howard Wierum como Mayor Levering
- Curtis Cooksey como Stacey Martin
- Michael Raffetto como Edgar Greenbaum
- Joseph Kearns como Sr. Morrisey
- Edward Platt como Rev. Wilson
- Kathryn Grant como Hazel Levering
- Howard Wendell como Senador Bascomb

## Produção

Cartaz promocional, por Saul Bass.

Em 1951, foi anunciado que Mary Pickford retornaria às telas após uma ausência de 18 anos, estrelando um filme que possuía como título de produção "The Library", produzido por Stanley Kramer e dirigido por Irving Reis. No ano seguinte, ela se retirou do projeto um mês antes do início das filmagens, ostensivamente devido ao fato de que a produção não era Technicolor. Poucos dias depois, Kramer escalou Barbara Stanwyck para substituí-la, mas conflitos de agenda atrasaram repetidamente o início das gravações. Kramer eventualmente abandonou a produção, que permaneceu engavetada até Taradash, que nunca havia dirigido um filme, decidir dirigi-la com um novo título.
Embora ambientado na Nova Inglaterra, o filme foi filmado em locações em Santa Rosa, na Califórnia.
O filme também é notável por apresentar um cartaz inicial e uma sequência de títulos criados por Saul Bass, um designer gráfico renomado. A sequência apresenta chamas que queimam o rosto de um menino e páginas de um livro enquanto os créditos passam. As páginas são de "A Liberdade" (1859), de John Stuart Mill. As duas páginas são, na verdade, duplicatas de uma única página do capítulo dois do livro de Mill. Está escrito na página:
"É estranho que os homens admitam a validade dos argumentos a favor da liberdade de expressão, mas objetem que sejam "levados ao extremo", não vendo que, a menos que as razões sejam boas para um caso extremo, elas não são boas para nenhum caso".
Embora os eventos do filme sejam em grande parte fictícios, a personagem interpretada por Bette Davis foi baseada em Ruth W. Brown, uma bibliotecária de Bartlesville, Oklahoma, que brigou com o conselho municipal pela permanência de literatura comunista em bibliotecas.

## Recepção
Bosley Crowther, em sua crítica para o jornal The New York Times, escreveu que "a intenção e a coragem dos homens que fizeram este filme não só devem ser elogiados como também merecem recompensas concretas. Eles tocaram num assunto delicado e urgente na vida contemporânea ... [Eles] colocam um pensamento severo neste filme, em que os medos e suspeitas de nossa época têm maior probabilidade de corromper e deixar cicatrizes nos jovens ... No entanto, a tese é muito melhor que sua visualização, que é desajeitada e abrupta ... O Sr. Blaustein e o Sr. Taradash tentaram nobremente, mas falharam em desenvolver um filme que desperta emoção dramática ou chamas apaixonadas em apoio ao seu tema". Sobre Bette Davis, ele escreveu: "[Ela dá] uma atuação destemida e contundente como a bibliotecária viúva de meia-idade que defende seus princípios. A Srta. Davis torna a senhora afetada – embora forte – mais humana e credível".
A revista Time afirmou que o filme "faz a leitura parecer, como hábito, tão arriscado quanto usar uma droga ... [O filme] é pavimentado e repavimentado com boas intenções; seu coração está insistentemente no lugar certo; seus personagens principais são motivados pelos mais nobres dos sentimentos. Tudo que o diretor-roteirista Taradash esqueceu de fazer foi fornecer uma história crível".
Arthur Knight, para o Saturday Review, escreveu que o filme "enfrenta seu problema central com honestidade e integridade francas ... Pode ser que, ao moldar a história, os autores tenham feito seu filme um pouco superficial demais, um pouco loquaz demais, um pouco fácil demais na articulação dos vários pontos de vista expressos. O liberalismo esclarecido de Bette Davis soa às vezes tão perigosamente presunçoso e hipócrita quanto os políticos ignorantes e anti-intelectuais que se opõem a ela".
A Legião Nacional da Decência, organização estadunidense formada por membros da Igreja Católica, se opôs ao lançamento da produção, declarando que "o filme de propaganda oferece uma solução emocional distorcida e simplificada demais para os complexos problemas das liberdades civis na vida americana". A revista Variety respondeu à Legião dizendo que é "quase impossível dramatizar demais a liberdade humana, seja numa representação de Patrick Henry ... ou de uma bibliotecária sacrificando sua reputação ao invés de seus princípios democráticos".
A revista Time Out London chamou o filme de "peça didática e trabalhosa", enquanto a TV Guide afirmou que "enquanto o filme é decisivo em sua tentativa de lidar com o tema da censura, sua execução foi abatida. A abrupta alteração nas crenças dos moradores da cidade é absurda demais para acreditar. Davis, entretanto, é bastante convincente como a bibliotecária cheia de princípios, mas não houve história suficiente para complementar sua atuação".
Sobre o filme, Davis comentou: "Não fiquei muito feliz com o filme finalizado ... Eu tinha esperanças muito maiores para ele. A necessidade básica foi a escalação do menino. Ele não era a criança do tipo calorosa, amorosa ... O relacionamento dele com a bibliotecária era totalmente não-emocional e, assim sendo, roubou do filme seu fator mais importante, [já que] o relacionamento dos dois ... era o núcleo do roteiro".

## Prêmios e homenagens
Em 1957, o filme recebeu o Prêmio Chevalier de la Barre, no Festival de Cannes, onde foi citado como "o filme deste ano que melhor ajuda a liberdade de expressão e a tolerância".

## Mídia doméstica
Em 4 de março de 2024, o filme foi lançado em DVD. Em 9 de setembro de 2022, o filme foi lançado em Blu-ray, pela Imprint Films.